# 드루리 레인 왕립극장
드루리 레인 왕립극장(영어: Theatre Royal, Drury Lane)은 잉글랜드 런던 코번트가든에 위치한 웨스트엔드 연극 극장이다.